# Игры с асфиксией
И́гры с асфиксией (уду́шьем), также известные как собачий кайф — умышленное перекрытие доступа кислорода к мозгу с целью вызвать кратковременный обморок и состояние эйфории. Существуют два различных метода, используемых для достижения гипоксии (кислородного голодания): странгуляция (удушение) и самоиндуцированная гипокапния (недостаточность углекислоты в крови), часто они могут совмещаться. Эта опасная забава встречается среди детей и подростков; занимаются ей как минимум с начала XX века. В отличие от сексуальной асфиксии, целью игр с удушьем не является получение полового возбуждения.

## Распространение

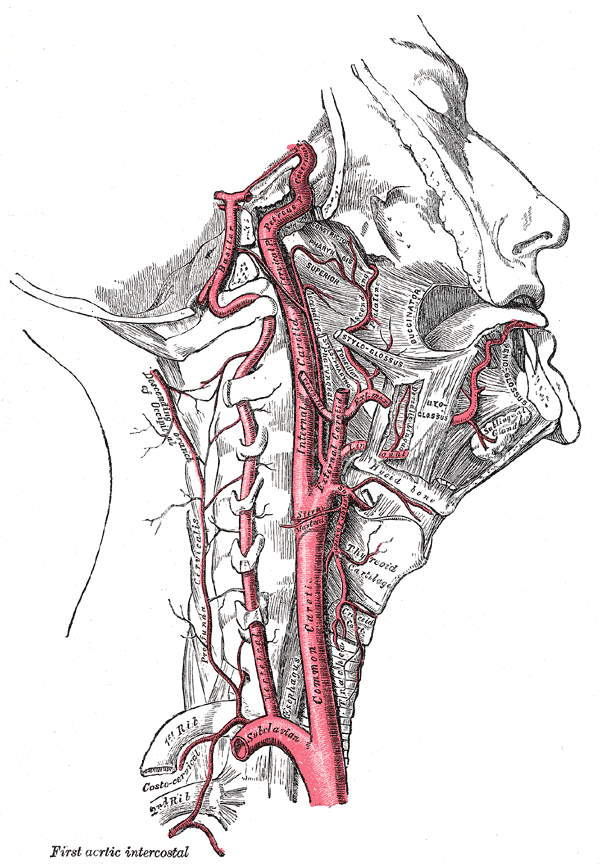
Сонная артерия

Проведённое в 2006 году в штате Огайо исследование установило, что 11 % молодых людей в возрасте 12—18 лет и 19 % в возрасте 17—18 лет утверждают, что когда-либо занимались «играми». В 2008 году исследование канадского Центра по проблемам наркомании и психического здоровья показало: по крайней мере 79 тысяч студентов в канадской провинции Онтарио участвовали в данном акте.

## Механизмы
Есть два основных механизма этой практики, приводящей к церебральной гипоксии (кислородному голоданию мозга), — странгуляция (удушение) и самоиндуцированная гипокапния (недостаточность углекислоты в крови) — и много их вариаций. Эти механизмы, как правило, путают друг с другом или рассматривают как один, но они весьма различны, хотя оба имеют потенциал вызвать необратимые повреждения головного мозга и даже смерть.
При обоих механизмах жертва может испытывать мимолётные галлюцинации или сновидения и приходить в сознание с краткосрочной потерей памяти и непроизвольными движениями рук и/или ног. Нормальное состояние, как правило, наступает в течение нескольких секунд, но эти мероприятия могут вызвать постоянную травму головного мозга или даже смерть, особенно если играть в одиночку с удавкой.

## Смертность и вред здоровью

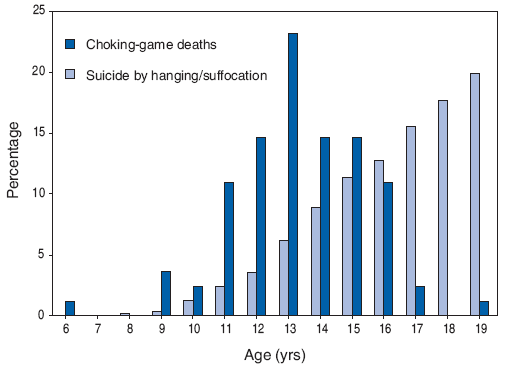
В каком возрасте дети погибают от игр с удушением и вешаются. Данные за каждый год — в процентах от общего числа соответствующих гибелей. Выборка — американцы 6—19 лет. Данные для повешений — официальные за 1999—2005 годы, для игр с асфиксией — по сообщениям прессы за 1994—2007 годы.

Статистика о погибших и неврологических нарушениях носит противоречивый характер, хотя есть признаки того, что практика вносит значительный вклад в смерти и инвалидности, особенно среди несовершеннолетних мужчин в наиболее развитых странах. Многие считают, что смертность значительно занижена из-за внешней схожести с самоубийством.
Согласно исследованию американских Центров по контролю и профилактике заболеваний (CDC), в 1995—2007 годах не менее 82 молодых людей в возрасте от 6 до 19 лет умерли в США в результате этой игры, см. диаграмму справа. Из них 86,6 % были мужчины, средний возраст 13 лет. 95,7 % этих случаев смерти произошли в то время, как молодёжь была одна; родители погибших не знали об игре в 92,9 % случаев. Смерти были зарегистрированы в 31 штате и не были сгруппированы по месту, времени года или дню недели; были ли у погибших неврологические повреждения при жизни, учитывая обстоятельства смерти, определить сложно.
Игра также может привести, вследствие падения или неконтролируемых движений, к косвенным травмам, таким, как сотрясение мозга, переломы костей, укус языка и кровоподтёки у глаз.
Согласно статистике, около 86—92 % погибших при такой игре использовали сторонние элементы для удушения, такие как ремни, веревки или одежду.

## Признаки увлечения играми с асфиксией
Внешними проявлениями того, что дети играют с удушением, могут быть: обсуждение игры, налитые кровью глаза, следы на шее, сильные головные боли, дезориентация; канаты, шарфы, ремни и т. п., привязанные к мебели или дверным ручкам; необъяснимое наличие таких вещей, как собачьи поводки и т. п.